# Bahnhof Ichigaya
Der Bahnhof Ichigaya (jap. 市ケ谷駅, Ichigaya-eki) ist ein Bahnhof in der japanischen Hauptstadt Tokio. Er wird von der Bahngesellschaft JR East betrieben und befindet sich im Westen des Bezirks Chiyoda. Denselben Namen tragen die daran angeschlossenen U-Bahnhöfe der Gesellschaften Tōkyō Metro und Toei.

## Verbindungen
Ichigaya ist ein bedeutender Verkehrsknotenpunkt, benannt nach dem gleichnamigen Stadtteil im zentralen Bezirk Chiyoda, wo sich vier verschiedene Bahnlinien auf unterschiedlichen Ebenen kreuzen. Oberirdisch verläuft die Chūō-Sōbu-Linie der Bahngesellschaft JR East von Chiba über Akihabara nach Chiba. Diese verläuft parallel zu den Gleisen der Chūō-Hauptlinie und der Chūō-Schnellbahnlinie, deren Züge hier jedoch nicht halten.
Die U-Bahn-Gesellschaft Tōkyō Metro betreibt die Yūrakuchō-Linie von Wakōshi nach Shin-Kiba und die Namboku-Linie von Meguro nach Akabane-iwabuchi. Hinzu kommt die Shinjuku-Linie der Toei-U-Bahn von Shinjuku nach Moto-Yawata. Am Bahnhof halten zwei Buslinien der Gesellschaft Toei Bus sowie ein von der Bezirksverwaltung betriebene Quartierbuslinie.

## Anlage
Der ebenerdige JR-Bahnhof erstreckt sich entlang dem Südufer des Sotobori, des ehemaligen äußeren Stadtgrabens von Edo. In der Nähe sind der Yasukuni-Schrein, das japanische Verteidigungsministerium, die Hauptsitze des Nihon Ki-in und von Sony Music Entertainment sowie verschiedene Universitäten zu finden. Die Anlage ist von Nordosten nach Südwesten ausgerichtet und besitzt vier Gleise. Das nördliche Gleispaar erschließt einen überdachten Mittelbahnsteig, hingegen besitzt das südliche Gleispaar keine Bahnsteige.
Das Empfangsgebäude hat die Form eines Reiterbahnhofs, der sich über die gesamte Anlage spannt. Fußgängertunnel, die zum Teil mit Fahrsteigen ausgestattet sind, stellen Verbindungen zwischen diesem Bahnhof und den drei unterirdischen U-Bahn-Linien her. Direkt unterhalb des Bahnhofs befindet sich der in Nord-Süd-Richtung orientierte U-Bahnhof der Yūrakuchō-Linie, der einen Mittelbahnsteig mit Bahnsteigtüren besitzt. Die Züge der Namboku-Linie halten nördlich des Sotobori, an einem von Nordosten nach Südwesten ausgerichteten Mittelbahnsteig (aber ohne Bahnsteigtüren). Zwischen diesen beiden Linien verläuft ein Betriebsgleis. Die Shinjuku-Linie verläuft von Westen nach Osten unter der Straße Yasukuni-dori und besitzt einen U-Bahnhof mit zwei Seitenbahnsteigen.
Im Fiskaljahr 2019 nutzten durchschnittlich 63.882 Fahrgäste täglich den JR-East Bahnhof. Das tägliche durchschnittliche Fahrgastaufkommen der U-Bahnhöfe war damals wie folgt: 55.189 auf der Yūrakuchō-Linie, 21.303 auf der Namboku-Linie und 49.636 auf der Shinjuku-Linie.

## Bilder

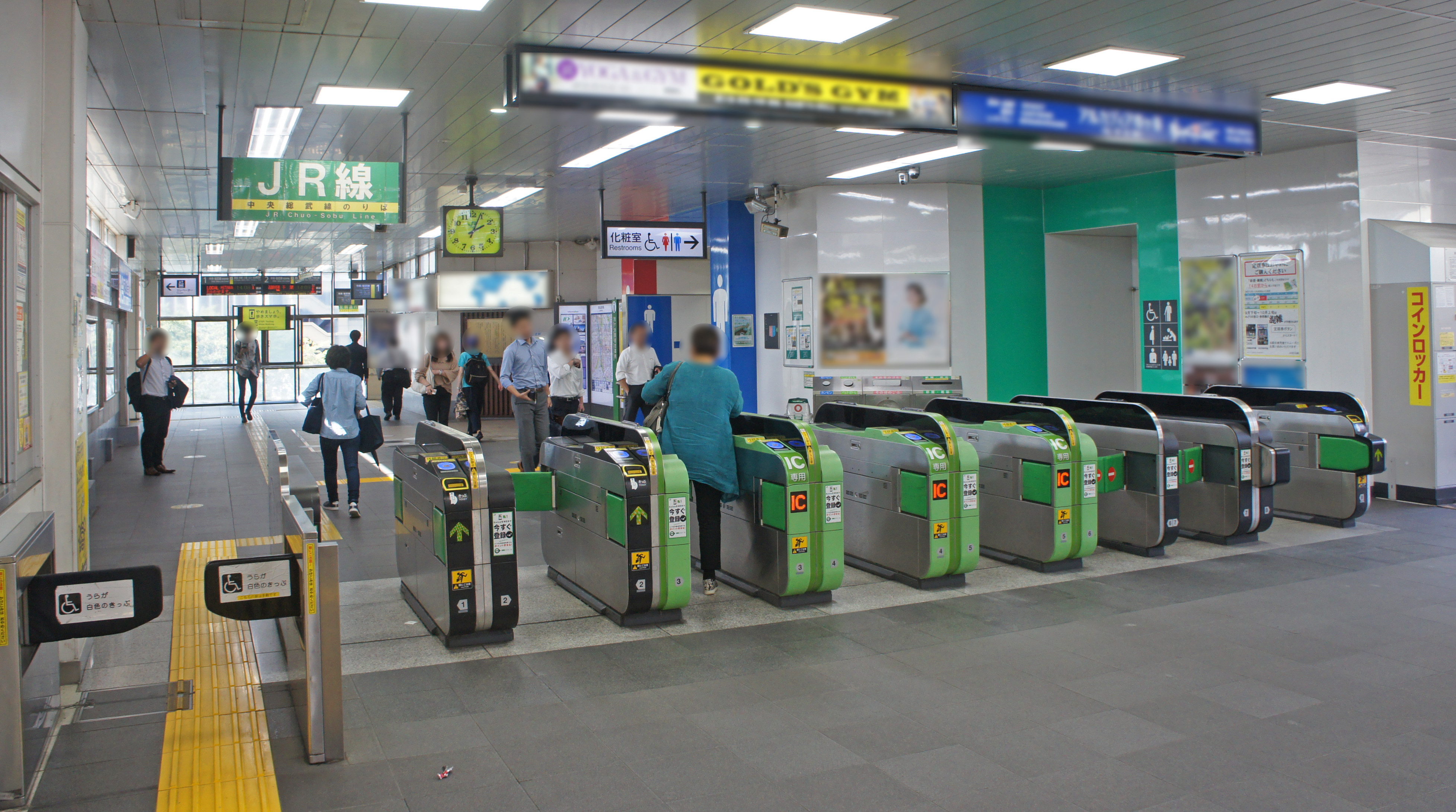
Bahnsteigsperren von JR East
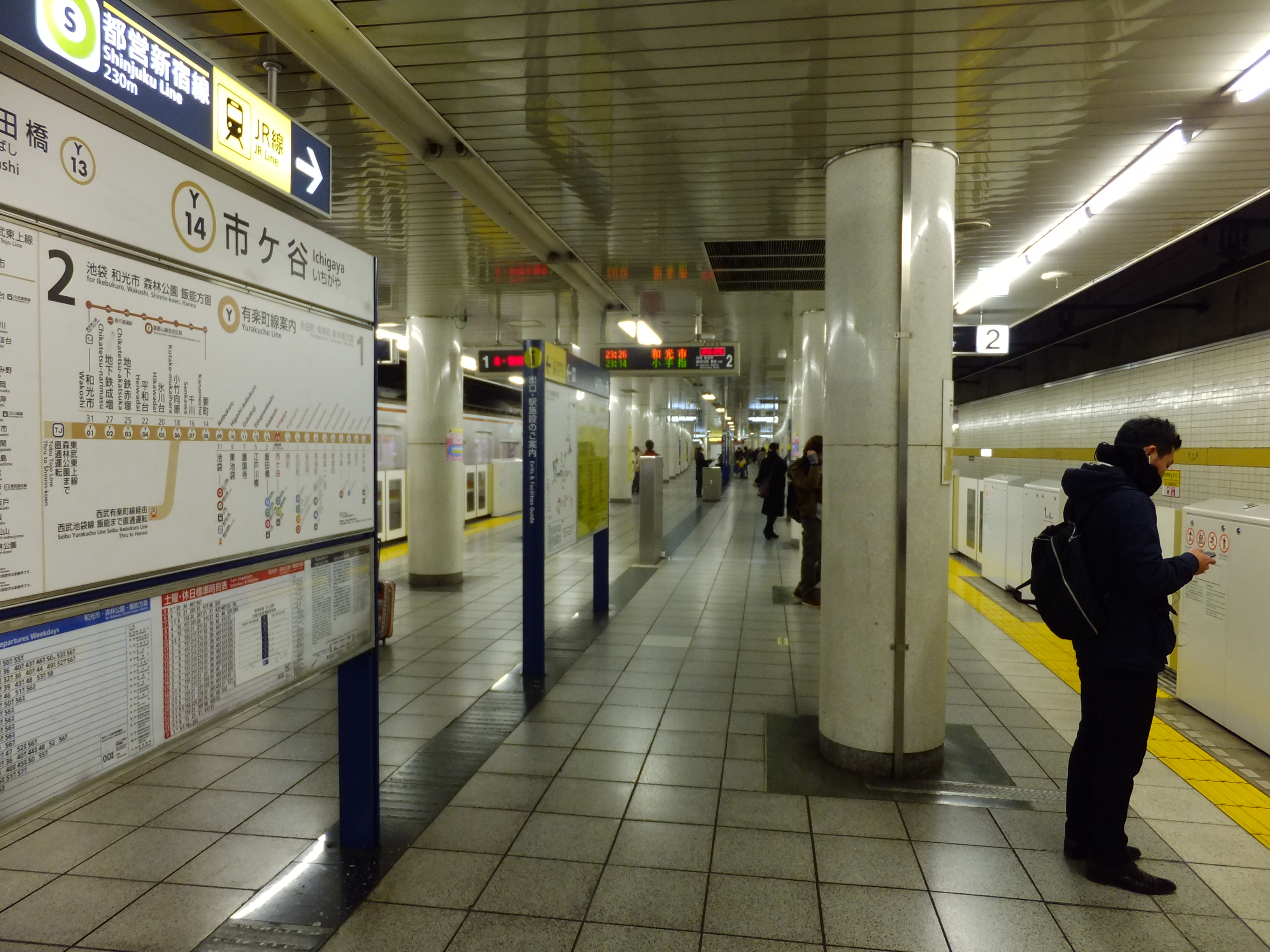
Bahnsteig der Yūrakuchō-Linie
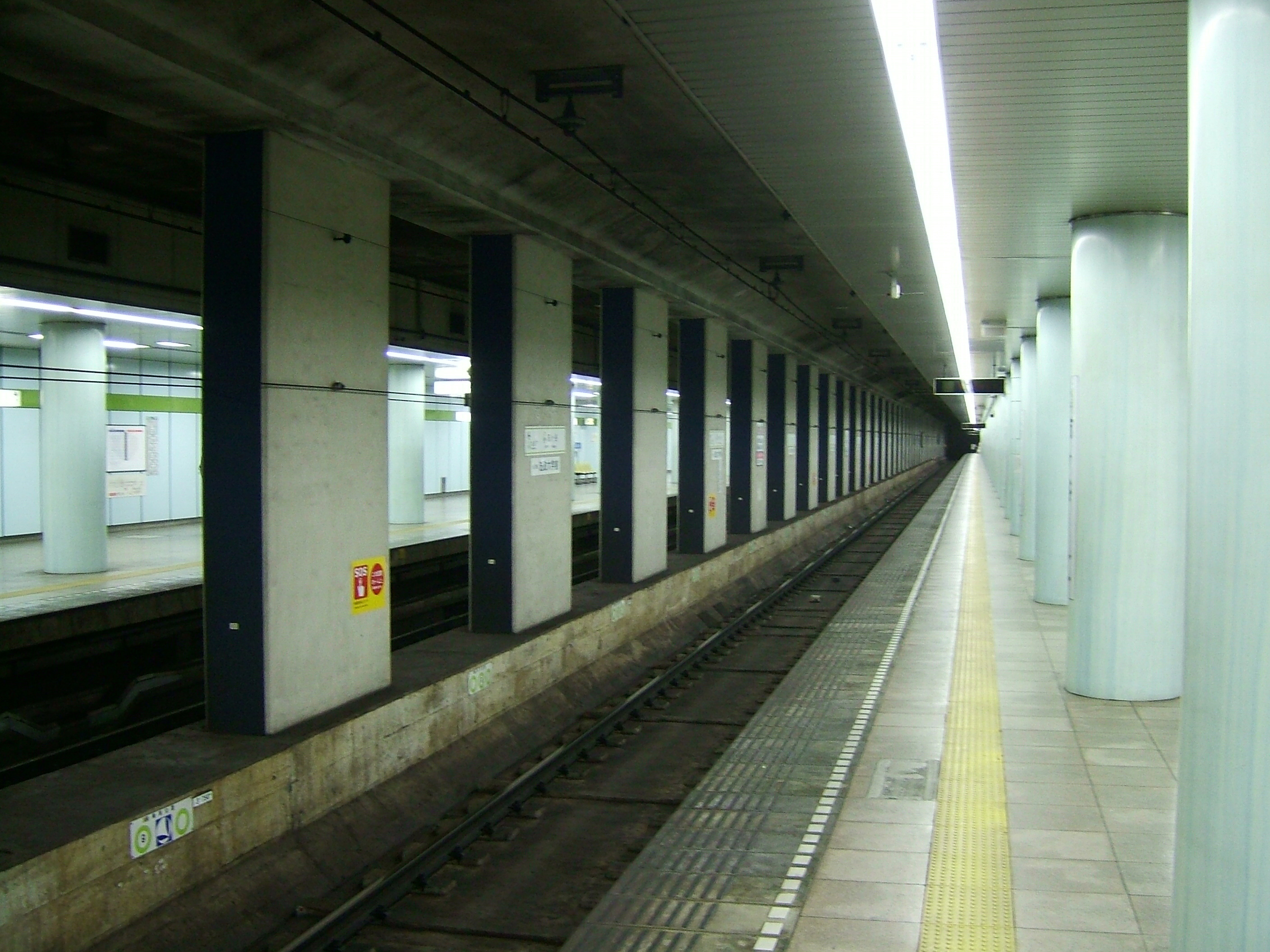
Bahnsteige der Shinjuku-Linie

## Linien
| Verlauf der Chūō-Schnellbahnlinie |
| --- |
| Chiba • Nishi-Chiba • Inage • Shin-Kemigawa • Makuhari • Makuharihongō • Tsudanuma • Higashi-Funabashi • Funabashi • Nishi-Funabashi • Shimōsa-Nakayama • Moto-Yawata • Ichikawa • Koiwa • Shin-Koiwa • Hirai • Kameido • Kinshichō • Ryōgoku • Asakusabashi • Akihabara • Ochanomizu • Suidōbashi • Iidabashi • Ichigaya • Yotsuya • Shinanomachi • Sendagaya • Yoyogi • Shinjuku • Ōkubo • Higashi-Nakano • Nakano • Kōenji • Asagaya • Ogikubo • Nishi-Ogikubo • Kichijōji • Mitaka |

## Geschichte
Nachdem die private Bahngesellschaft Kōbu Tetsudō am 8. Oktober 1894 den Streckenabschnitt zwischen Shinjuku und Iidabashi in Betrieb genommen hatte, eröffnete sie am 3. April 1895 den dazwischen liegenden Bahnhof Ichigaya. Nach dem Inkrafttreten des Eisenbahnverstaatlichungsgesetzes übernahm das Eisenbahnamt (das spätere Eisenbahnministerium) am 1. Oktober 1906 den Betrieb auf der Strecke. Im Rahmen der Privatisierung der Japanischen Staatsbahn ging der Bahnhof am 1. April 1987 in den Besitz der neuen Gesellschaft JR East über.
Die Teito Kōsokudo Kōtsū Eidan (kurz Eidan, seit der Privatisierung im Jahr 2004 als Tōkyō Metro bekannt) eröffnete am 30. Oktober 1974 den ersten Abschnitt der Yūrakuchō-Linie zwischen Ikebukuro und Ginza-itchōme, womit der Bahnhof Ichigaya erstmals an das Tokioter U-Bahn-Netz angebunden war. Mit der Eröffnung des Abschnitts Iwamotochō–Shinjuku der Shinjuku-Linie durch das Verkehrsamt der Präfektur Tokio (Toei) am 16. März 1980 wurde Ichigaya zu einem U-Bahn-Knotenpunkt. Schließlich erhielt auch die Namboku-Linie hier einen U-Bahnhof, als die Eidan am 26. März 1996 den Abschnitt Komagome–Yotsuya eröffnete.